# تسوت ۲۷۷۰
سیارک ۲۷۷۰ (به انگلیسی: 2770 Tsvet، نامگذاری:1977SM1) دو هزار و هفتصد و هفتادمین سیارک کشف شده‌است که در ۱۹ سپتامبر ۱۹۷۷ کشف شد.
قدر مطلق سیارک برابر ۱۳٫۵۰ است.